# برايان دافيسون
برايان دافيسون (بالإنجليزية: Brian Davison)‏ هو طبال وموسيقي بريطاني، ولد في 25 مايو 1942 في ليستر في المملكة المتحدة، وتوفي في 15 أبريل 2008 في Bideford ‏ في المملكة المتحدة.

## وصلات خارجية
- برايان دافيسون على موقع ميوزك برينز (الإنجليزية)
- برايان دافيسون على موقع ديسكوغز (الإنجليزية)